# Trametinib
Trametinib, con nombre comercial Mekinist, entre otros, es un medicamento contra el cáncer que se usa para el tratamiento del melanoma. Es un fármaco inhibidor de MEK con actividad anticancerígena. Inhibe MEK1 y MEK2 . Es un medicamento que se administra vía oral.  
Los efectos secundarios más comunes incluyen la aparición de un exantema, diarrea, cansancio, edema periférico (hinchazón, especialmente en tobillos y pies), náuseas y dermatitis acneiforme (inflamación de la piel similar al acné).
 Cuando se toma en combinación con dabrafenib, los efectos secundarios más comunes incluyen fiebre, cansancio, náuseas, escalofríos, dolor de cabeza, diarrea, vómitos, dolor en las articulaciones y sarpullido. 
En mayo de 2013, el trametinib fue aprobado por la Agencia de Administración de Drogas y Alimentos de los EE. UU. para el tratamiento de melanoma metastásico con mutación V600E. Fue aprobado para uso médico en la Unión Europea en junio de 2014. 

## Historia
Los datos de ensayos clínicos demostraron que la resistencia al trametinib en tratamiento como monoterapiasuele ocurrir dentro de los 6 a 7 meses. Para superar esto, trametinib se combinó con el inhibidor del gen BRAF dabrafenib. Como resultado de esta investigación, el 8 de enero de 2014, la FDA aprobó la combinación de dabrafenib y trametinib para el tratamiento de pacientes con melanoma metastásico que presentaran la mutación BRAF V600E/K. El 1 de mayo de 2018, la FDA aprobó la combinación dabrafenib/trametinib como tratamiento adyuvante para el melanoma en estadio III con mutación BRAF V600E después de la resección quirúrgica en función de los resultados del ensayo clínico de fase 3 COMBI-AD, lo que lo convierte en el primer régimen de quimioterapia que previene la recaída del cáncer para el melanoma con mutación en BRAF con ganglios positivos.

## Investigación
El uso de trametinib ha mostrado buenos resultados para el tratamiento del melanoma metastásico portador de la mutación BRAF V600E en un ensayo clínico de fase III. En esta mutación, el aminoácido valina (V) en la posición 600 dentro de la proteína BRAF ha sido reemplazado por ácido glutámico (E) haciendo que la proteína BRAF mutante sea constitutivamente activa.